# Liste der Naturdenkmäler in Rosenthal (Hessen)
Die Liste der Naturdenkmäler in Rosenthal (Hessen) nennt die in der Stadt Rosenthal im Landkreis Waldeck-Frankenberg in Hessen gelegenen Naturdenkmäler. Sie sind nach den §§ 28, 22 des Hessischen Gesetzes über Naturschutz und Landschaftspflege sowie § 12 des Hessischen Ausführungsgesetzes zum Bundesnaturschutzgesetz geschützt.
| Bild                          | Bezeichnung   | Ortsteil, Lage                            | Beschreibung | Art   | Nr.    |
| ----------------------------- | ------------- | ----------------------------------------- | --- | ----- | ------ |
| BW                            | „Wichtelhaus“ | Roda 50° 58′ 38,7″ N, 8° 44′ 46,6″ O      | Höhlenbildung im mittleren Buntsandstein am Würzeberg ca. 1 km südöstlich von Ernsthausen.                                            |       | 16 001 |
| mehr Fotos \| Fotos hochladen | Galgeneiche   | Rosenthal 50° 58′ 40,5″ N, 8° 52′ 36,7″ O | Landschaftsbildprägende alte Eiche mit historischer Bedeutung als Gerichts- bzw. Galgeneiche am Galgenberg nordöstlich von Rosenthal. | Eiche | 16 002 |

## Belege
1. ↑  
Anlage 1 zur Verordnung zum Schutze der Naturdenkmäler im Landkreis Waldeck-Frankenberg. (pdf; 374 kB) Landkreis Waldeck-Frankenberg, 18. März 2013, abgerufen am 24. Januar 2016.
2. ↑  
Verordnung zum Schutze der Naturdenkmäler im Landkreis Waldeck-Frankenberg. (pdf; 1,42 MB) Landkreis Waldeck-Frankenberg, 18. März 2013, abgerufen am 24. Januar 2016.
3. ↑  Details 16 001
4. ↑  Details 16 002

- Karte mit allen Koordinaten:
- OSM |
- WikiMap